# Kanton Le Haut-Nebbio
Kanton Le Haut-Nebbio (francouzsky Canton du Haut-Nebbio) je francouzský kanton v departementu Haute-Corse v regionu Korsika. Tvoří ho 10 obcí.

## Obce kantonu
- Lama (Korsika)
- Murato
- Pietralba
- Piève
- Rapale
- Rutali
- Sorio
- San-Gavino-di-Tenda
- Santo-Pietro-di-Tenda
- Urtaca